# Баренго (Торино)
Баренго (итал. Barengo) је насеље у Италији у округу Торино, региону Пијемонт.
Према процени из 2011. у насељу је живело 134 становника. Насеље се налази на надморској висини од 286 м.